# Municipio de Farmington (condado de Van Buren)
El municipio de Farmington (en inglés: Farmington Township) es un municipio ubicado en el condado de Van Buren en el estado estadounidense de Iowa. En el año 2010 tenía una población de 898 habitantes y una densidad poblacional de 14,56 personas por km².

## Geografía
El municipio de Farmington se encuentra ubicado en las coordenadas 40°38′9″N 91°46′35″O / 40.63583, -91.77639. Según la Oficina del Censo de los Estados Unidos, el municipio tiene una superficie total de 61.68 km², de la cual 60,15 km² corresponden a tierra firme y (2,48 %) 1,53 km² es agua.

## Demografía
Según el censo de 2010, había 898 personas residiendo en el municipio de Farmington. La densidad de población era de 14,56 hab./km². De los 898 habitantes, el municipio de Farmington estaba compuesto por el 97,77 % blancos, el 0,56 % eran afroamericanos, el 0,56 % eran amerindios, el 0,67 % eran de otras razas y el 0,45 % eran de una mezcla de razas. Del total de la población el 1,78 % eran hispanos o latinos de cualquier raza.